# 铅色岭雀鹀属
铅色岭雀鹀属（学名：Geospizopsis）是唐纳雀科下的一个属。

## 下属物种
本属包括以下物种：
- 灰胸岭雀鹀 Geospizopsis plebejus
- 铅色岭雀鹀 Geospizopsis unicolor